# Proceedings of the Royal Society
Die Proceedings of the Royal Society of London ist eine monatlich erscheinende wissenschaftliche Fachzeitschrift der Royal Society mit Peer-Review. Viele deutsche Naturwissenschaftler nutzen ab 1800 diese Zeitschrift für Publikationen, da vergleichbare Zeitschriften in Deutschland erst ungefähr 70 Jahre später erschienen. Sie enthielt anfangs nur Zusammenfassungen von andernorts erschienenen Abhandlungen (englisch „abstracts“), ab 1854 aber vollwertige Publikationen („proceedings“). Da der Umfang der Jahresbände enorm angestiegen war, erfolgte 1905 eine Aufspaltung in zwei Reihen:
- A (Mathematik, Physik, Ingenieurwissenschaften) (nach ISO 4 abgekürzt Proc. R. Soc. A)
- B (Biologie) (nach ISO 4 abgekürzt Proc. R. Soc. B)

Die Reihe B hat einen Impact Factor von 5,3 im Jahr 2022 und belegt Platz 24 von 371 Zeitschriften der Umweltwissenschaften. Die Zeitschrift veröffentlichte originale Artikel und Reviews. Die meisten Artikel beziehen sich auf Organismen und ihre Umwelt und deckt die gesamte Breite der Biologie ab, wie beispielsweise Physiologie, Ökologie, Evolution, Genetik, oder auch angewandte Felder wie den Naturschutz.
Chemische und pharmazeutische Abhandlungen wurden ab 1849 im Journal of the Chemical Society of London publiziert.

## Historie der Zeitschriftentitel
- Abstracts of the Papers Printed in the Philosophical Transactions of the Royal Society of London (1800–1843) Vol. 1–4 (ISSN 0365-5695)
- Abstracts of the Papers Communicated to the Royal Society of London (1843–1854) Vol. 5–6 (ISSN 0365-0855)
- Proceedings of the Royal Society of London (1854–1905) Vol. 7–75 (ISSN 0370-1662, CODEN PRSLAZ)

1905 Aufteilung in zwei Reihen A und B und 1990 Wegfall des Zusatzes „of London“:
- Proceedings of the Royal Society of London. Series A, Containing Papers of a Mathematical and Physical Character (1905–1934) Vol. 76–146  (ISSN 0950-1207)
- Proceedings of the Royal Society of London. Series A, Mathematical and Physical Sciences (1934–1990) Vol. 147–429 (ISSN 1364-5021)
- Proceedings of the Royal Society: Mathematical and Physical Sciences (1990–1995) Vol. 430–451 (ISSN 0962-8444)
- Proceedings of the Royal Society A: Mathematical, Physical and Engineering Sciences Volumes (1995–2003) Vol. 452–459  (ISSN 1364-5021, CODEN PRLAAZ)
- Proceedings of the Royal Society A: Mathematical, Physical and Engineering Sciences (2004–) Vol. 460-  (ISSN 1364-5021, CODEN PRSAC4)

- Proceedings of the Royal Society of London. Series B, Containing Papers of a Biological Character (1905–1934) Vol. 76–115 (ISSN 0950-1193)
- Proceedings of the Royal Society of London. Series B, Biological Sciences (1934–1990) Vol. 116–240 (ISSN 0080-4649)
- Proceedings of the Royal Society B: Biological Sciences Volumes (1990–2003) Vol. 241–270 (ISSN 0962-8452, CODEN PRLBA4)
- Proceedings of the Royal Society B: Biological Sciences (2004–) Vol. 271- (ISSN 0962-8452, CODEN PRSBC7)